# 1998 v letectví
Tento článek obsahuje seznam událostí souvisejících s letectvím, které proběhly roku 1998.

## Události

### Červenec
- 6. července – Hongkongské letiště Kai Tak je od 1:28 hod ráno uzavřeno. Ve stejný den zahajuje provoz nové letiště mezinárodní letiště Hongkong na ostrově Chek Lap Kok, kde v 6:25 ráno přistává první komerční let.

## První lety

### Leden
- AEA Explorer

### Únor
- 28. února – Ryan (nyní Northrop Grumman) RQ-4 Global Hawk

### Březen
- 6. března – Bell Eagle Eye, bezpilotní konvertoplán
- 12. března – X-38, atmosférický test prototypu

### Květen
- 26. května – IAR 330 SOCAT (první prototyp modernizované varianty IAR 330)

### Prosinec
- 24. prosince – Kamov Ka-60